# Marienberg (Pattensen)
Der Marienberg (früher Rehberg) ist eine Erhebung bei Nordstemmen in Niedersachsen, auf der sich das Schloss Marienburg befindet. Der Marienberg enthält die nördlichsten Buntsandstein-Aufschlüsse im Weser-Leine-Bergland. Sie geben Auskunft über die Entstehung des Marienberges in den Perioden der Unteren Trias und der Oberen Kreide.

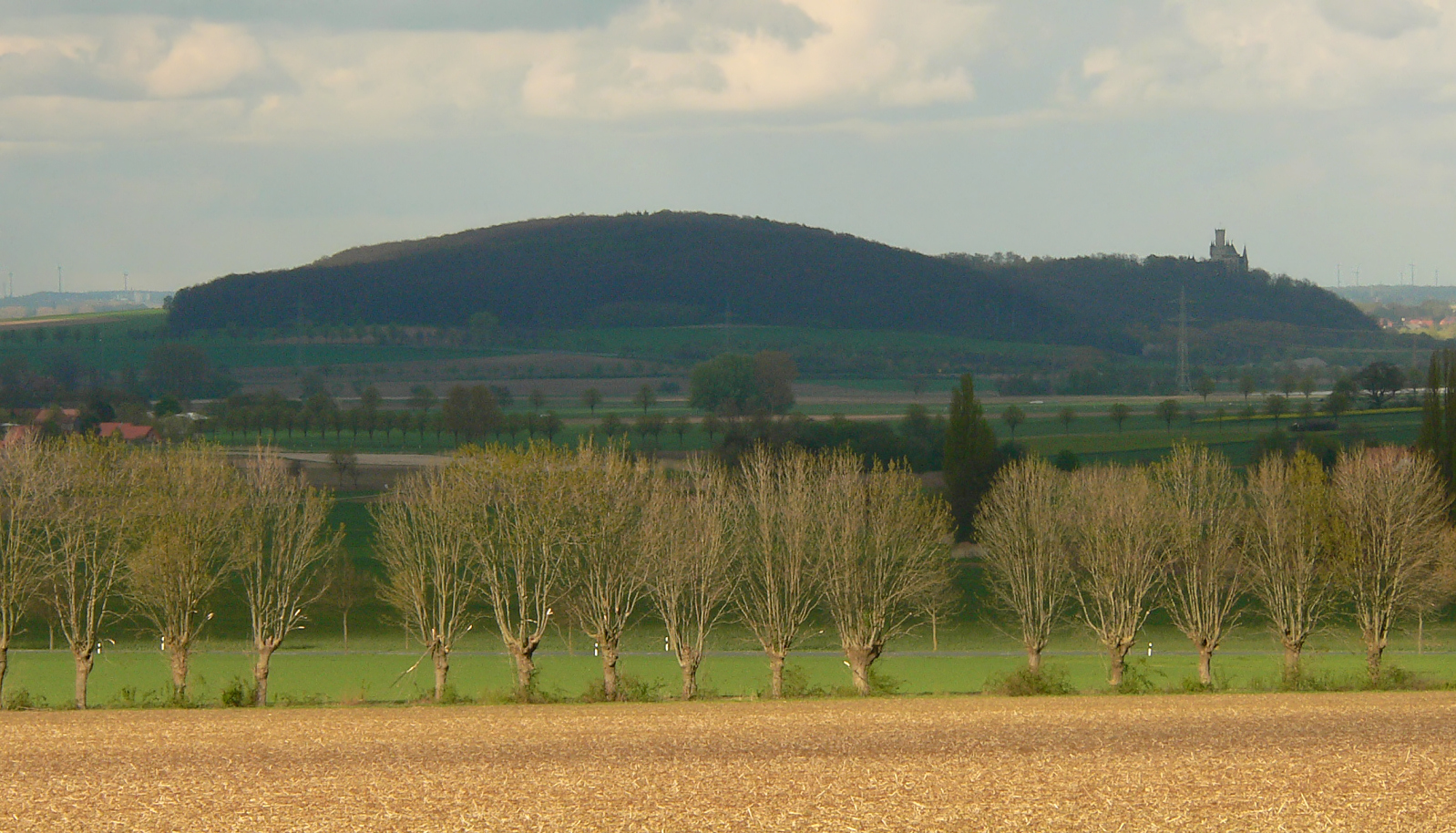
Links der Adenser Berg und rechts der Marienberg mit dem Schloss Marienburg, vom Osterwald gesehen

## Name
Die Namen Marienberg und Marienburg gehen auf König Georg V. von Hannover zurück, der Burg und Berg seiner Frau Marie zu ihrem 39. Geburtstag schenkte. Georg V. gab dem Rehberg als angekauften Teil des Schulenburger Berges in der Schenkungsurkunde den neuen Namen Marienberg. Die geplante Burg nannte er Marienburg. Beide Namen enthalten den Rufnamen seiner Frau Marie.

## Lage

Der Marienberg mit dem Schloss Marienburg

Der Marienberg liegt in Niedersachsen im Süden der Region Hannover im Bereich der Stadt Pattensen in der Gemarkung von Schulenburg. Er wird nordwestlich vom Schulenburger Berg und westlich vom Adenser Berg begrenzt und südöstlich von dem Fluss Leine und der Kreisstraße 505 berührt. Die K 505 überquert die Leine auf der Marienbergbrücke. Vom Schlossturm und von der Südseite des Schlosses Marienberg aus hat man einen weiten Blick über das Leinetal.
Die Nordhänge des Adenser Berges, des Schulenburger Berges und des Marienbergs gehören seit 1997 zu dem Landschaftsschutzgebiet Calenberger Leinetal.
Beim Bau von Schloss Marienburg wurde der Marienberg zum romantischen Schlosspark umgestaltet und Fußwege angelegt, die zum Wandern auf dem Marienberg und dem benachbarten Adenser Berg einladen. Die mittelalterlichen Wallanlagen um die Marienburg und am ehemaligen Wartturm können begangen werden. Von den Wegen am Waldrand des Adenser Berges ergeben sich Ausblicke in das Hallertal und das Calenberger Land.

## Die Kreisstraße505

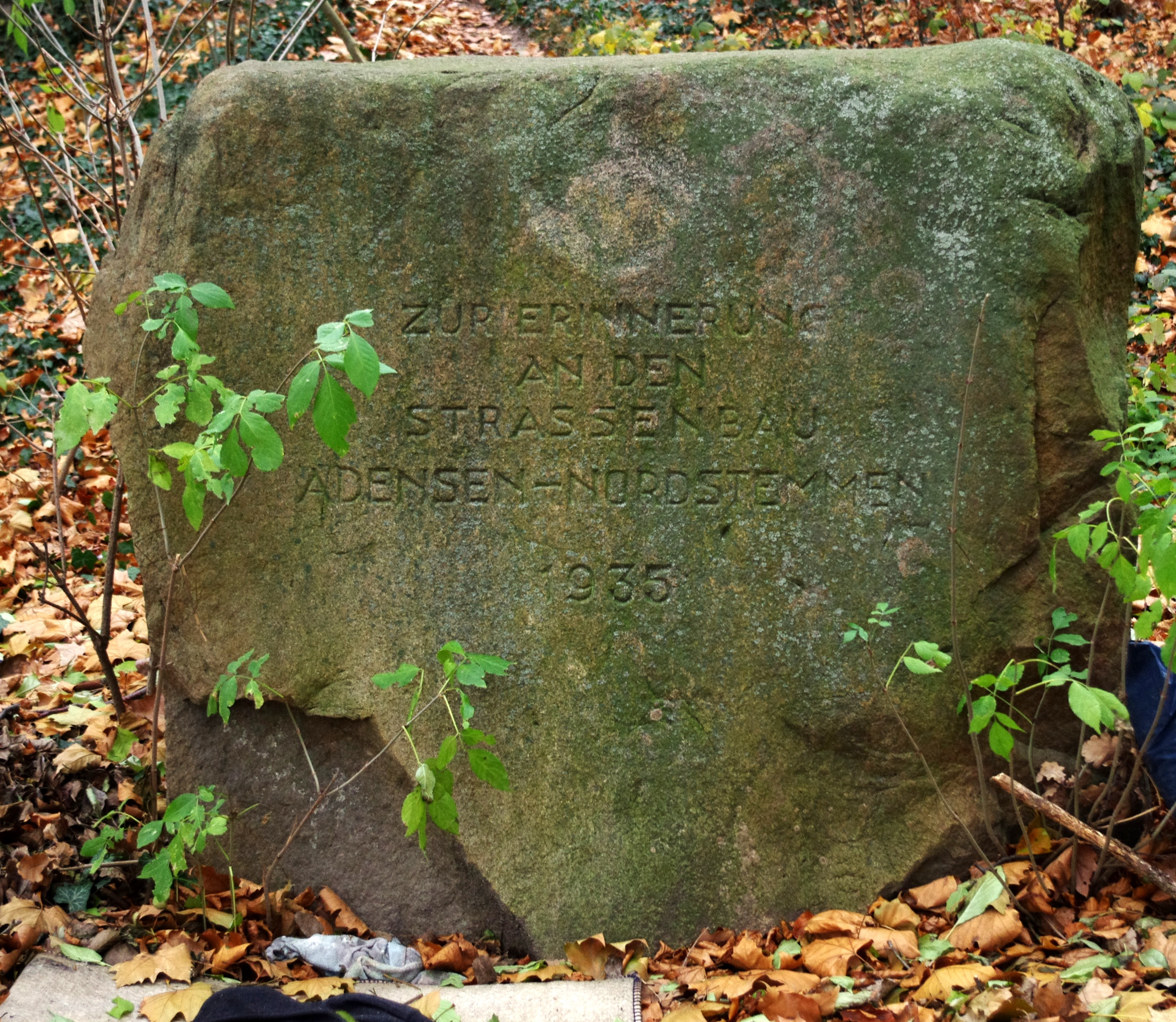
Beschrifteter Findling an der Kreisstraße 505

An der Stelle der jetzigen Kreisstraße K 505 befand sich bis 1935 zwischen der Leine und dem Marienberg ein schmaler Feldweg. Er war ebenso wie die steinerne Marienbergbrücke durch eine Schranke für den Kraftfahrzeugverkehr zur Marienburg gesperrt; es gab nur einen schmalen Durchlass für Fußgänger und Radfahrer. Im Jahr 1935 wurde der Feldweg von dem Reichsarbeitsdienst zur Kreisstraße K 505 ausgebaut und mit Platanen bepflanzt. Da seinerzeit die Leine dicht an dem Feldweg vorbeiführte, mussten am Marienberg Felsen weggesprengt werden. Bei den Bauarbeiten wurde ein Findling gefunden, der jetzt am Straßenrand unterhalb der Sachsenschlucht auf den Bau der K 505 hinweist. Er dient der Erinnerung an den Straßenbau von 1935. Über der Inschrift befand sich ursprünglich ein Hakenkreuz, das nach 1945 entfernt wurde. 1935 durfte die Straße zum Schloss von Fahrzeugen befahren werden. Die Leine wurde erst Jahrzehnte später in ihr jetziges Flussbett verlegt; dabei wurde ein Teil des ehemaligen Flussarmes als Löschwasserteich für das Schloss Marienburg belassen. Seitlich der Leine entstanden später zahlreiche Kiesteiche.
An der Marienbergbrücke beginnt der Welfenweg, ein Radweg und Wanderweg, der unterhalb des Marienberges durch das Leinetal nach Pattensen führt. An der Marienbergbrücke zweigt von der K 505 die Bergstraße K 210 (Marienbergstraße) ab, die über den Marienberg zum Parkplatz des Schlosses Marienburg und von da aus inmitten einer Allee weiter zur Kreisstraße K 506 führt.

## Die Marienbergbrücke

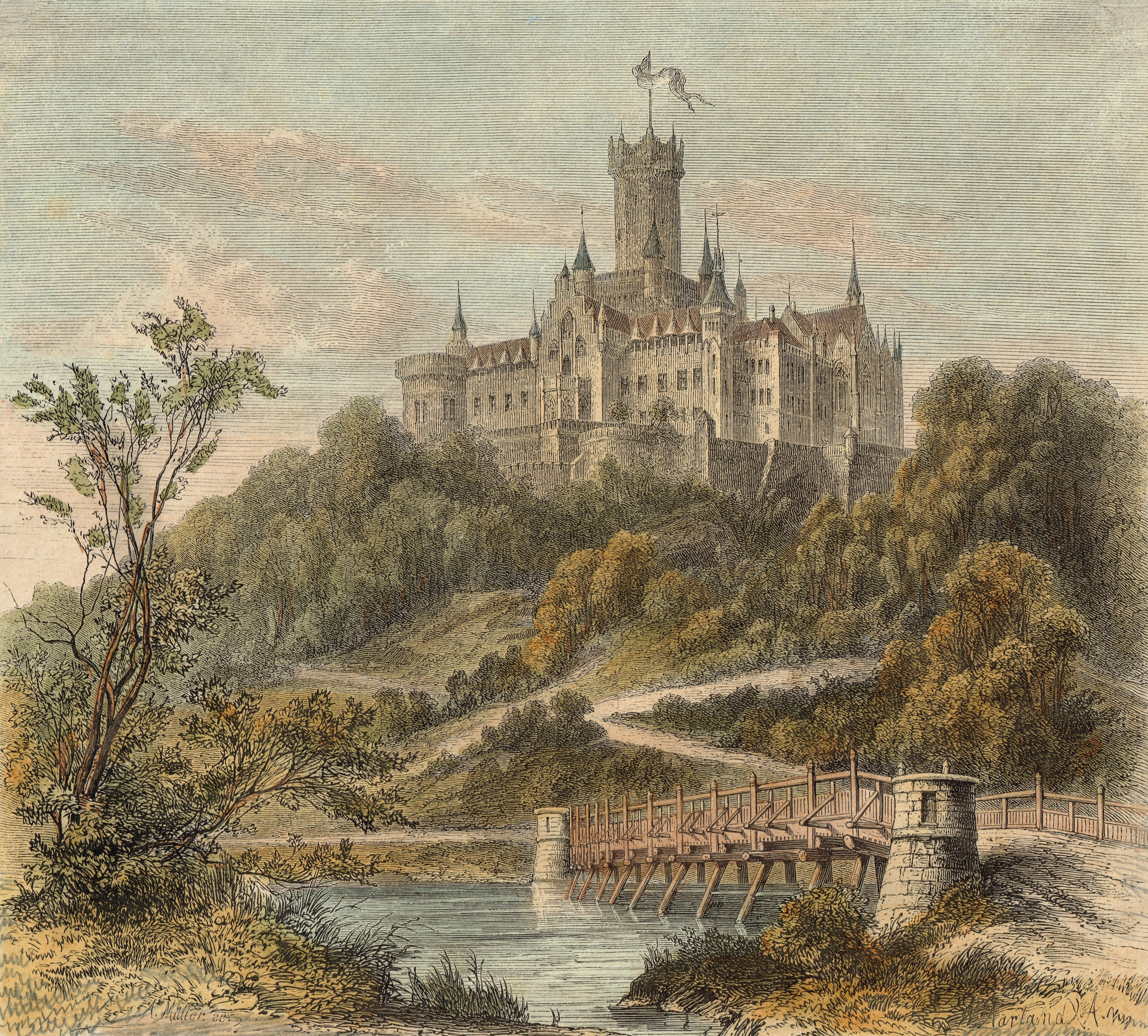
Die im Jahr 1860 als hölzerne Jochbrücke erbaute Marienbergbrücke mit neuen gerundeten Steinmauern an den Eingängen im Zustand ab 1865

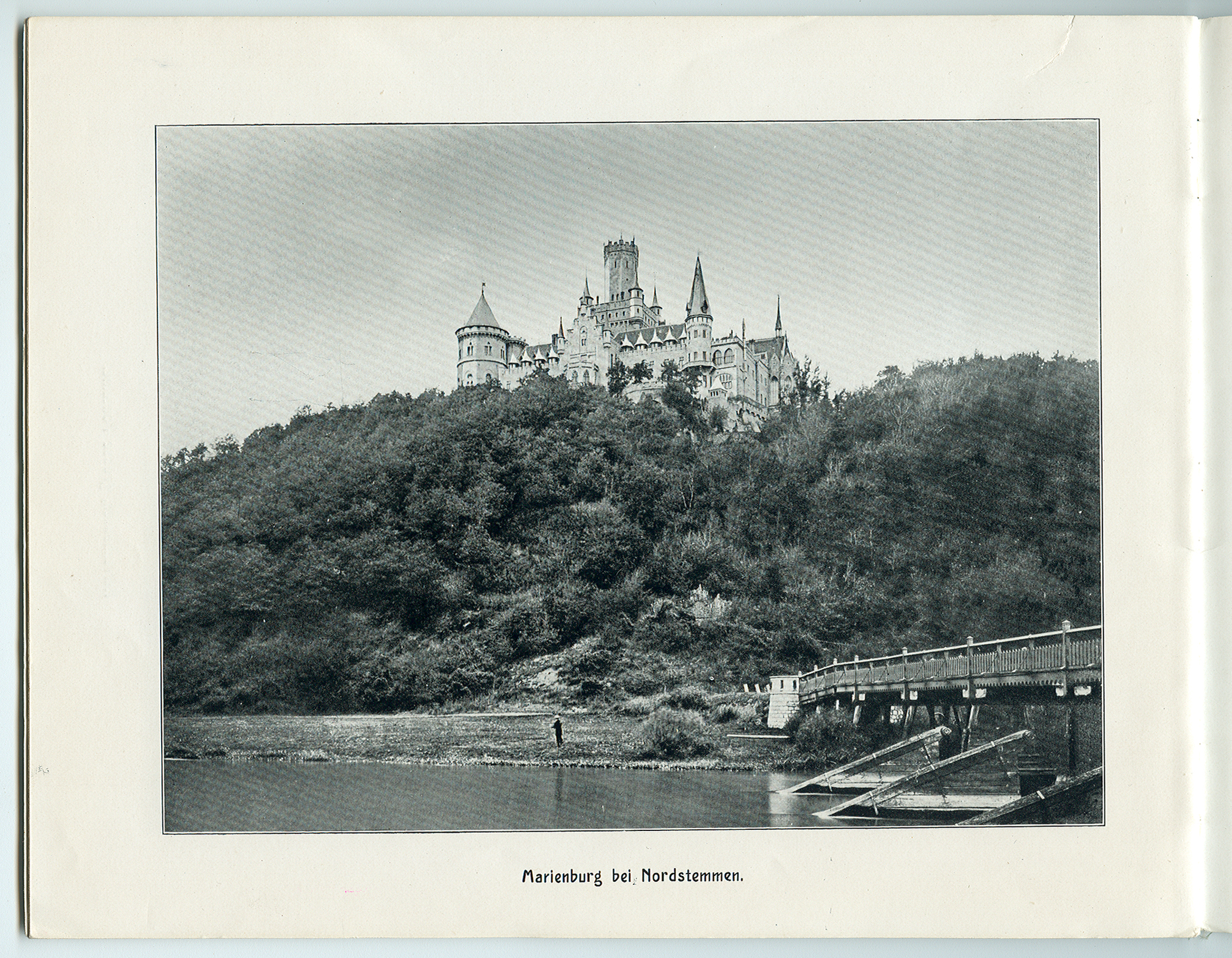
Die Marienbergbrücke mit gerundeten Steinmauern an den Eingängen zwischen 1898 und 1903

Das Gelände des Marienbergs wurde laut Isabel Arends „durch einen in Nord-Süd-Richtung über den Berg verlaufenden Fahrweg erschlossen, der auf Höhe der Marienburg einen Stichweg erhielt. Nördlich war dieser mit der Chaussee zwischen Calenberg und Elze verbunden. Südlich wurde der Weg bis zu einer neu erbauten Jochbrücke unterhalb des Schlosses geführt. Von hier aus wurde eine Chaussee zum nahen Eisenbahnknotenpunkt Nordstemmen geschaffen.“
Im Jahr 1860 baute das Hannoversche Königshaus zum Preis von 16.500 Reichstalern die Marienbergbrücke als hölzerne Jochbrücke über die Leine. Die Jochbrücke wurde 1911 durch eine Steinbrücke ersetzt. Auf der Ostseite der Brücke befand sich 1911 auch eine Fähre. Bis 1935 war die Brücke mit einer Schranke versehen, die von einem Schrankenwärter bewacht wurde, um unbefugten Kraftfahrzeugverkehr zur Marienburg zu verhindern. Erst nach dem Bau der Kreisstraße K 505 im Jahr 1935 bekamen Kraftfahrzeuge freie Fahrt nach Nordstemmen und Adensen.
Am Ende des Zweiten Weltkrieges wurde die Marienbergbrücke am 6. April 1945 von Angehörigen des Volkssturms gesprengt. Die Britische Rheinarmee ersetzte die gesprengte Brücke zunächst durch eine Pontonbrücke und im Jahr 1948 durch eine Bailey-Brücke aus Stahl, die mit Holzbohlen belegt war und eine Tragfähigkeit von 12 t besaß. Im Jahr 1955 wurde schließlich die jetzige Marienbergbrücke errichtet und am 29. September 1955 dem Verkehr übergeben. Im Sommer 2015 wurde die Marienbergbrücke für einen Hochbord-Radweg verbreitert.

## Geologie

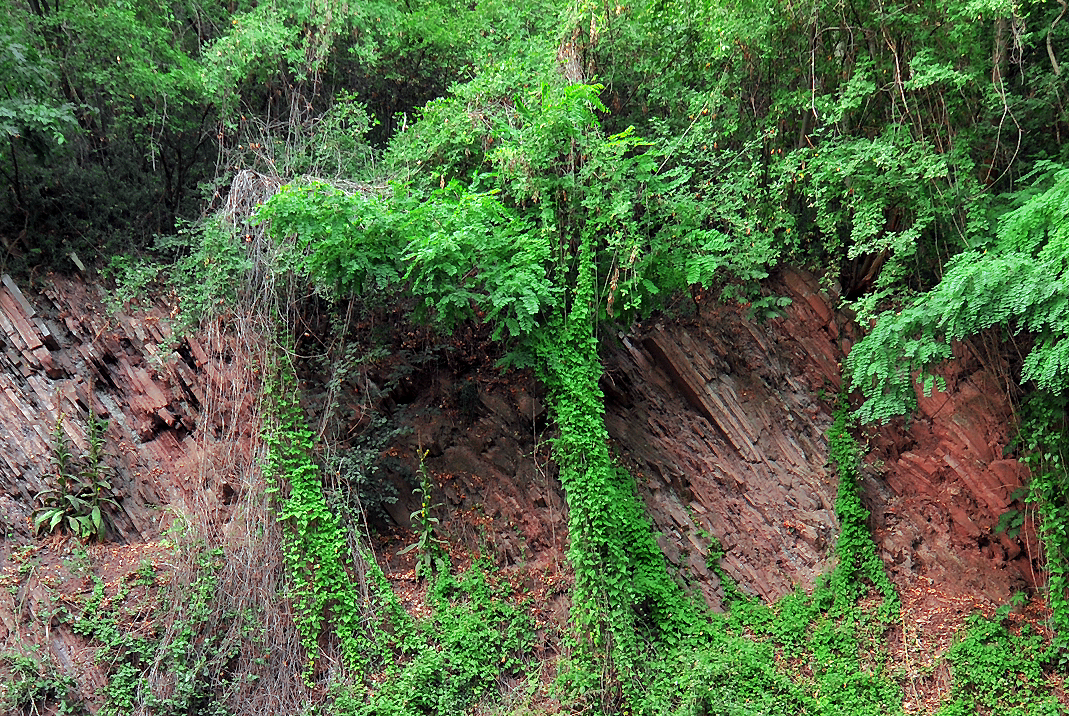
Aufschlüsse aus der Zeit des Unteren Buntsandsteins am Hang des Marienbergs über der K 505

In der Periode der Unteren Trias befand sich hier vor etwa 251 bis 245 Millionen Jahren das Ufer eines riesigen warmen und flachen Salzsees am Westrand der Hessischen Senke. Aus diesem Binnensee strömten zeitweise Flüsse heraus, die rotbraunen Sandstein ablagerten, auf dessen Schichtflächen zuweilen Rippelmarken entstanden. Hier sieht man deutlich, wie jede einzelne Schichtfläche einmal die Oberfläche des Strandes gewesen ist und wie auf den einzelnen Schichtflächen sich die Wellenfurchen in ganz verschiedener Ausbildung gröber, feiner, auch oft Wechsel der Windrichtung anzeigend, ausgebildet haben, heißt es 1914 in dem Sammlungsführer des Römer-Museums in Hildesheim. Der Salzsee lagerte bei starker Wellenbewegung Oolith ab, das sich aus kleinen konzentrischen Kalkkügelchen zusammensetzt. Außerdem entstanden hier Tonsteine, deren Trockenrisse ein häufiges Trockenfallen des Salzsees anzeigen.

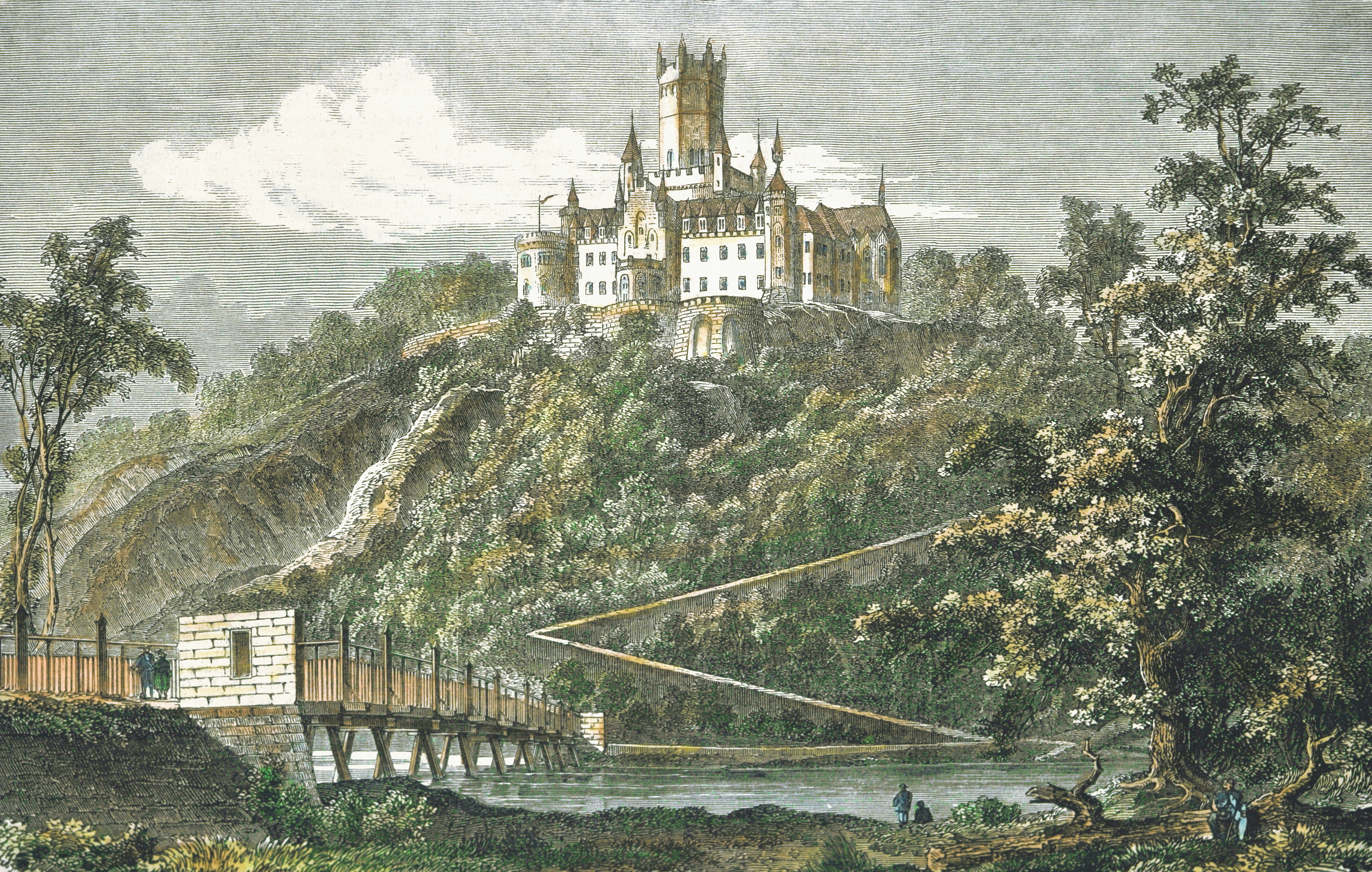
Die Steinbrüche am Hang des Marienbergs über der Kreisstraße K 505 im Jahr 1864.

In der Periode der Oberen Kreide wurden vor etwa 135 Millionen Jahren die ursprünglich horizontal abgelagerten Gesteinsschichten durch Salzbewegungen im Untergrund nach Osten gekippt, so dass die ursprünglich waagerechten Schichtungen hier am Marienberg als schräge Schichtungen fast senkrecht stehen. Die jüngeren (ursprünglich höheren) Gesteinsschichten aus der Zeit des Mittleren Buntsandsteins stehen unter der Marienburg und an deren Ostseite, während die älteren (ursprünglich tieferliegenden) Gesteinsschichten aus der Zeit des Unteren Buntsandsteins sich an der Westseite der Marienburg befinden. An der Südkante des Marienberges entstanden durch Steinbrüche und durch den Bau der Kreisstraße K 505 zahlreiche Aufschlüsse, an denen der Buntsandstein und seine schrägen Schichtungen sichtbar sind. Diese Aufschlüsse sind die nördlichsten Buntsandstein-Aufschlüsse im Weser-Leine-Bergland. Die Felsanschnitte im Bereich der Schlossmauer sind stark versturzgefährdet und sollten deshalb nicht mit dem Hammer abgeklopft werden.
Beim Bau der Marienburg sind in diesen Steinbrüchen Buntsandstein-Quader gebrochen worden, die in die Außenmauern der Marienburg eingefügt wurden.

## Hügelgräber aus der Bronzezeit

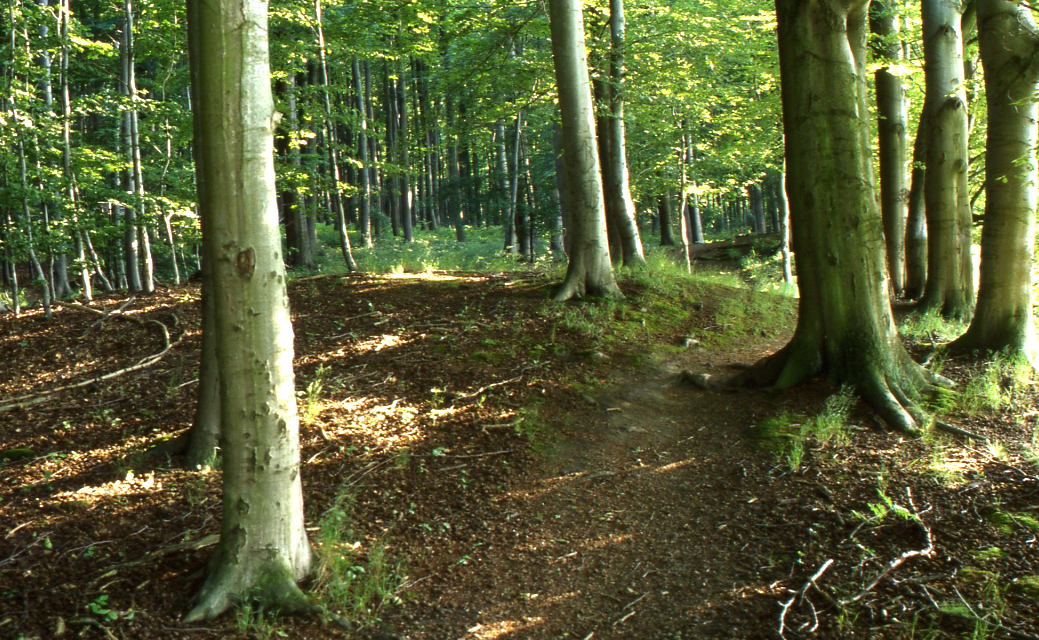
Hügelgrab am Waldrand des Marienbergs

Im Norden des Schulenburger Bergs befand sich am Waldrand auf der Höhe von 135 m eine Gruppe von neun Hügelgräbern mit einem Durchmesser von ca. fünfzehn Metern und einer Höhe von ca. einem Meter, die hauptsächlich in der Mittleren Bronzezeit (1600–1200 v. Chr.) entstanden sind. Bei dem Anlegen eines Weges am Waldrand wurden Hügelgräber eingeebnet; dabei sind Äxte, Messer, Armringe aus Bronze, Steingeräte und Keramik mit Merkmalen der endsteinzeitlichen Michelsberger Kultur gefunden worden. Im Wald sind dicht am Waldrand noch drei Hügelgräber zu sehen, ein Fußweg führt über zwei von ihnen hinweg (Stand 2007). Die Karte GLL, LGN weist 2007 auf 4 Hügelgräber hin.

## Ringwallanlage
Das Schloss Marienburg wurde in eine ältere 6,22 ha große Ringwallanlage (Höhenlinien 110 bis 120 m) hineingebaut. Vielfach ist die Anlage in die Eisenzeit (etwa 750 v. Chr. bis Chr. Geburt) datiert worden. Sie gehört aber eher in das frühe Mittelalter. Sie bestand aus einem etwa 700 m langen Erdwall (Sachsenwall genannt), der fast die gesamte Kuppe des Marienberges umschließt. Unter Berücksichtigung der Hanglage erreicht der Wall noch heute stellenweise eine Höhe von 6 Metern und eine Breite von 10 bis 15 Metern. An besonders gefährdeten Stellen wurde dem Wall ein Graben vorgelagert. Die Ausgangslage zum Bau der Wallburg war auf der Bergkuppe günstig, da die Südwestseite durch die Sachsenschlucht und die Südseite durch einen natürlichen Steilhang gesichert war, den man nur geringfügig nachzuarbeiten brauchte. Eine archäologische Untersuchung des Walles hat bisher nicht stattgefunden, so dass keine gesicherten Angaben zu seinem Aufbau und seiner Entstehungszeit gemacht werden können. Wie andere Anlage in der Umgebung dürfte es sich um eine Fliehburg gehandelt haben, die bei Gefahr der Bevölkerung mit ihrem Hab und Gut, einschließlich des Viehs, Zuflucht bieten konnte. Die Wasserversorgung konnte durch eine Quelle gesichert werden, die sich am östlichen Wallabschnitt befindet und dort durch eine Lücke nach außen in den Sachsenhain abfließt.
Nach der Veröffentlichung von J. H. Müller aus dem Jahr 1893 wurden beim Durchbruch des Walles für die nördliche Zufahrt zum Schloss bronzezeitliche Funde gemacht, darunter das Bruchstück einer Schwertklinge.
Dieses Fundstück inspirierte die Gemeinde Nordstemmen 1939 in der Zeit des Nationalsozialismus zu dem Nordstemmer Wappen. Wilhelm Barner schrieb im Jahr 1940 am Anfang des Zweiten Weltkrieges „Die Gemeinde Nordstemmen benutzte dieses so prachtvolle Zeichen der Wehrhaftigkeit ihrer Vorfahren, um es in Schild und Siegel in sinnvoller Weise sprechen zu lassen“ und beschrieb das Wappen so: „In goldenem Schild ein roter Pfahl, belegt mit einem gestürzten goldenen Schwert der Bronzezeit.“
August Kreipe schrieb 1926: Innerhalb der alten Schanzfeste auf dem Marienberge befand sich im Mittelalter ebenfalls eine Burg. Grupen, der mit großem Fleiß unsere vaterländische Geschichte erforschte, erzählt: „An dem Adenoyser Berge an der nach Poppenburg hin liegenden Seite sind noch Ruinen einer alten Burg sichtbar, weshalb jener Teil des Berges im Volksmunde ‚Burgberg‘ heißt.“ Auch beim Bau des jetzigen Schlosses fand man noch Spuren einstiger Gebäude. Wahrscheinlich hatte die Dynastenfamilie der Herren von Adenoys (1150–1320), deren Besitz größtenteils in diesem Winkel des Merstemgaues lag, ein castrum (Burgsitz) errichtet.

## Burg aus dem Mittelalter
Im Nordwesten auf der Anhöhe Hohe Warte (Höhe 172,5 m) stand die Burg Ordenberg, die Carl Schuchhardt um 1900 durch Ausgrabungen untersuchte. Im Umfeld befindet sich auf der Südostseite ein Graben mit einem 100 m langen Wall. Der Graben wurde seit 1857 für die Marienburg als Modernes Wasserreservoir genutzt. Am Hang oberhalb des Wasserreservoirs befand sich im Jahr 1898 neben der Waldgaststätte Marienberg ein Aussichtsturm, von dem Teile des Fundamentes noch erhalten sind. Auf einer Karte (vermutlich aus der 2. Hälfte des 17. Jahrhunderts) ist auf dem Schulenburger Berg  ein Turmrest verzeichnet.
Die Anhöhe Hohe Warte ist ein Trigonometrischer Punkt. Nach dem Zweiten Weltkrieg stand dort vorübergehend ein hoher Mast, der die Bäume überragte und der der Vermessung diente; in der umliegenden Feldmark und auf Kirchtürmen (beispielsweise in Adensen) wurden seinerzeit weitere Trigonometrische Punkte angelegt und markiert.

## Außenanlagen von Schloss Marienburg

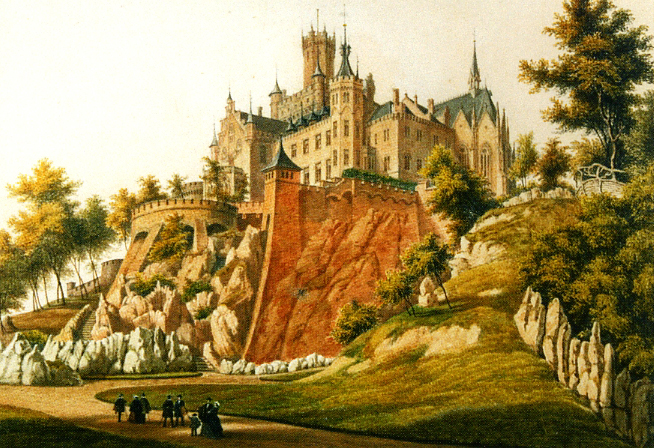
Südostansicht von Schloss Marienburg um 1864, Aquarell von H. Kretschmer

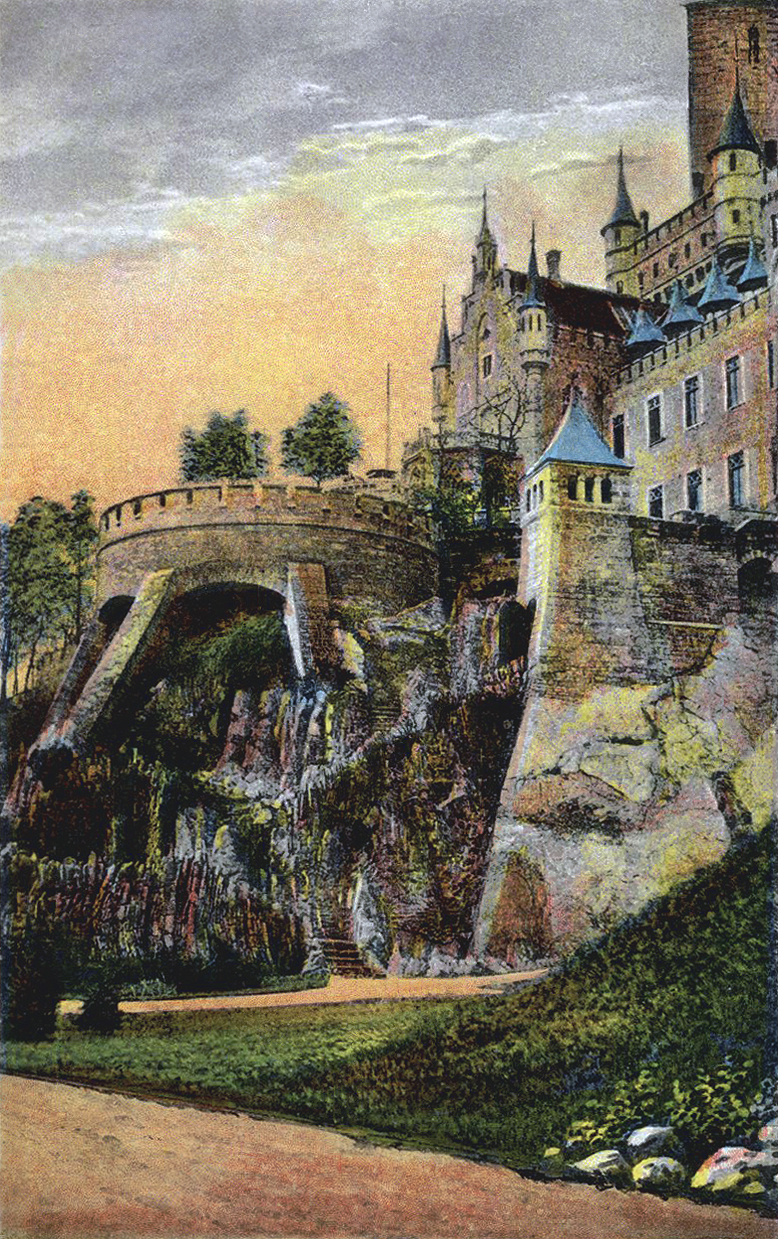
Südflügel von Schloss Marienburg auf einer Postkarte um 1920

Das für den Bau von Schloss Marienburg vorgesehene rund 30 Morgen große Waldgrundstück am Südwesthang des Schulenburger Berges wurde von dem Ingenieurmajor Witte ausgewählt und Anfang des Jahres 1857 von dem Ackermann Rössing und dem Höfling Ziesenitz angekauft. Zum Geburtstag am 14. April 1857 übertrug König Georg V. von Hannover den Schulenburger Berg und das darauf zu erbauende Schloss in einer Schenkungsurkunde seiner Gemahlin, der Königin Marie, als Privateigentum. Das Schloss sollte als ländliche Sommerresidenz, Jagdschloss und späterer Witwensitz dienen.
Die Königin Marie plante ihr „Eldorado“ in Form einer mittelalterlichen, gotischen Höhenburg in romantischer Lage weit über dem Leinetal. Dafür war das in Aussicht genommene Grundstück bestens geeignet. Es lag in der Nähe des ehemaligen Stammhauses der Welfen, der Burg Calenberg, und befand sich dicht bei dem vor kurzem gebauten Bahnhof Nordstemmen, in dem der königliche Salonwagen nach der Bahnfahrt untergestellt werden durfte. Außerdem bot es sich an, dass die Höhenburg in die bereits vorhandene Ringwallanlage hinein gebaut wurde, und der Abhang zur Leine hin konnte dank eines Steinbruches so schroff abgetragen werden, dass die Marienburg vom Leinetal aus wie eine mittelalterliche Festung aussehen musste. In dem zu einer wilden Schlucht vertieften Steinbruch sollte schließlich ein romantischer Wasserfall unter einer Zugbrücke in die Leine hinab stürzen. Günstig war auch, dass der Marienberg ein sagenumwobener Ort war, der – wie es hieß – von Zwergen bewohnt war, denen die Königin an den Zufahrten und Ausfahrten des Schlosses kleine Denkmale setzen konnte.
Das Schloss Marienburg wurde in den Jahren 1857 bis 1867 von den Architekten der Hannoverschen Architekturschule Conrad Wilhelm Hase und Edwin Oppler erbaut. Der Hofgarteninspektor Schaumburg legte die Außenanlagen von Schloss Marienburg im Stil eines englischen Landschaftsgartens an. Innerhalb des Ringwalls entstanden verschlungene Wege, künstliche Felsformationen, Steintreppen und ein künstlicher Wasserfall, der die Schlucht hinabstürzen sollte. Die Gartenanlagen wie der Prinzessinnengarten vor dem Westflügel und der Garten unterhalb der Terrasse besaßen Blumengärten mit Beeten, die von der schlosseigenen Gärtnerei gepflegt wurden.

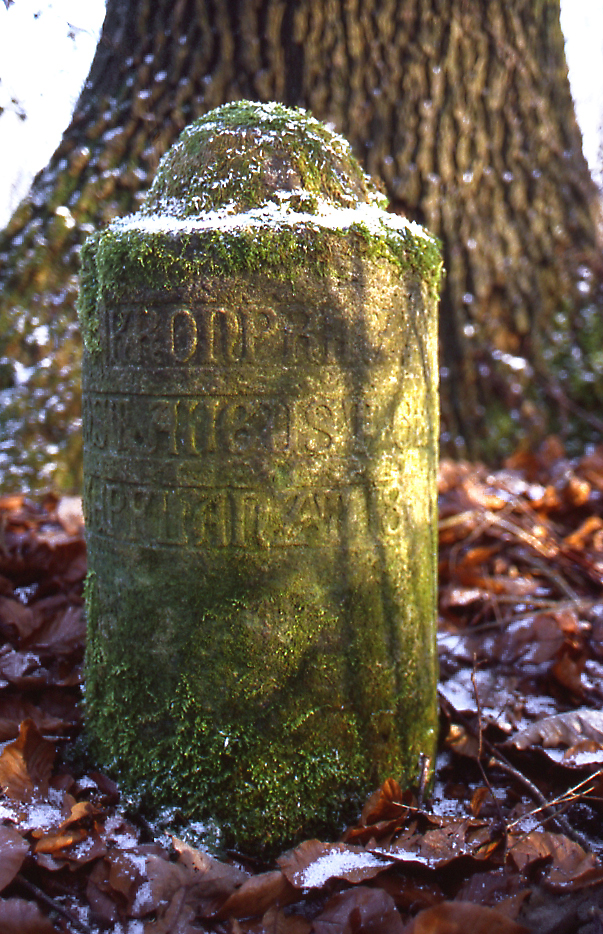
Denkmal an der Ernst-August-Eiche

Die Pferde erhielten einen runden Reitplatz im südlichen Bereich des vorderen Parkplatzes. In der Nähe des Reitplatzes befand sich auf dem Gelände des hinteren Parkplatzes eine Gärtnerei mit dem Gärtnerhaus. Der Förster bewohnte das Schweizerhaus südwestlich des Schlosses. Diese beiden Gebäude waren bis etwa 1970 bewohnt. Danach standen sie einige Zeit leer, bis sie abgerissen wurden. Die Fundamente und ein Stück der Mauer des Schweizerhauses waren im Jahr 2008 noch erhalten.
Das Schloss ist von König Georg V. nach der Fertigstellung nicht bewohnt worden, da er 1866 wegen des verlorenen Krieges gegen Preußen nach der Schlacht bei Langensalza zusammen mit seinem Hofstaat ins österreichische Exil fliehen musste. Er lebte dort mit seinem Sohn Ernst August und seiner Tochter Friederike im Wiener Vorort Hietzing in der Villa Hügel, die dem Herzog von Braunschweig gehörte. Am 24. Juli 1867 verließ auch die Königin Marie mit ihrer Tochter Mary das Schloss Marienburg und folgte ihrem Mann ins österreichische Exil. Zur Erinnerung an die Flucht von Kronprinz Ernst-August wurde im Jahr 1866 im Buchenwald im Norden des Marienberges neben dem Waldweg auf einem aufgeschütteten Plateau die Ernst-August-Eiche gepflanzt. Auf dem runden bemoosten Gedenkstein vor der mächtigen Eiche steht die verwitterte Inschrift: Kronprinz Ernst-August – Gepflanzt 1866. Die ursprüngliche Wegführung ist im 20. Jahrhundert südlich der Ernst-August-Eiche verändert worden. Von dem vorderen Parkplatz führt jetzt ein Waldweg unterhalb der ehemaligen Waldgaststätte Marienberg und oberhalb der Autostraße in Richtung Norden zu der Ernst-August-Eiche hin. Reste von alten elektrischen Straßenlampen zeigen, dass bestimmte Waldwege des Marienberges nachts beleuchtet wurden.

## Waldgaststätte Marienberg

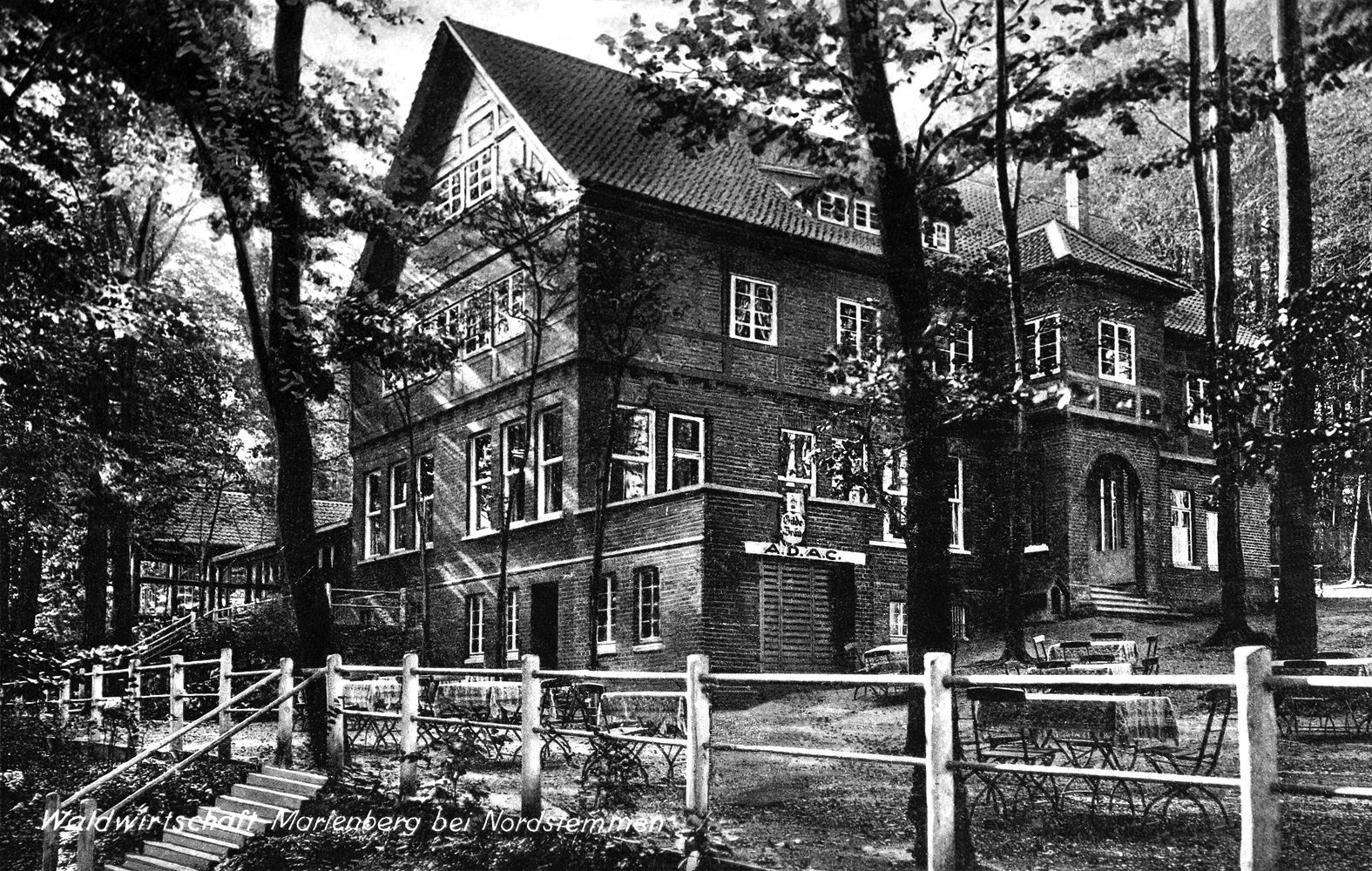
Die Waldgaststätte Marienberg, etwa 1930

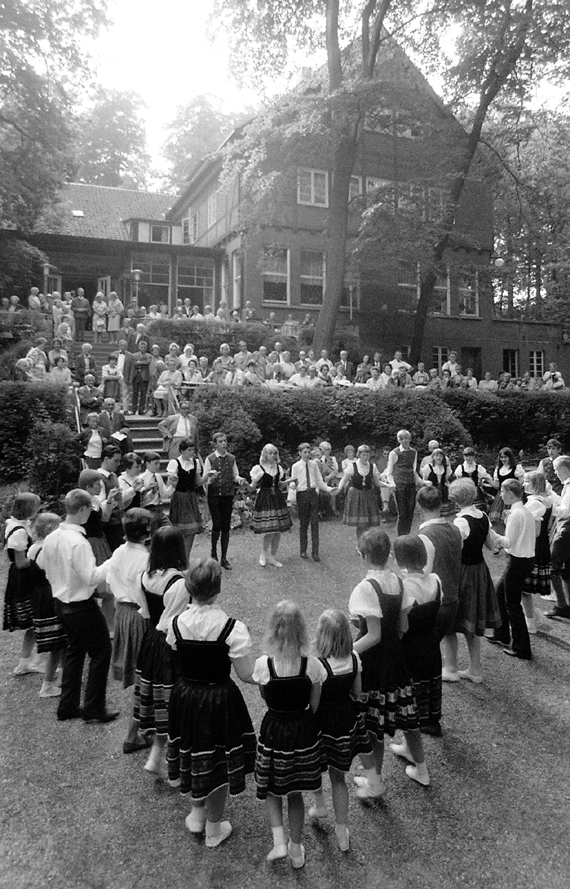
Das Marienbergfest des Heimatbundes Niedersachsen am 1. Juli 1967 vor der Waldgaststätte Marienberg

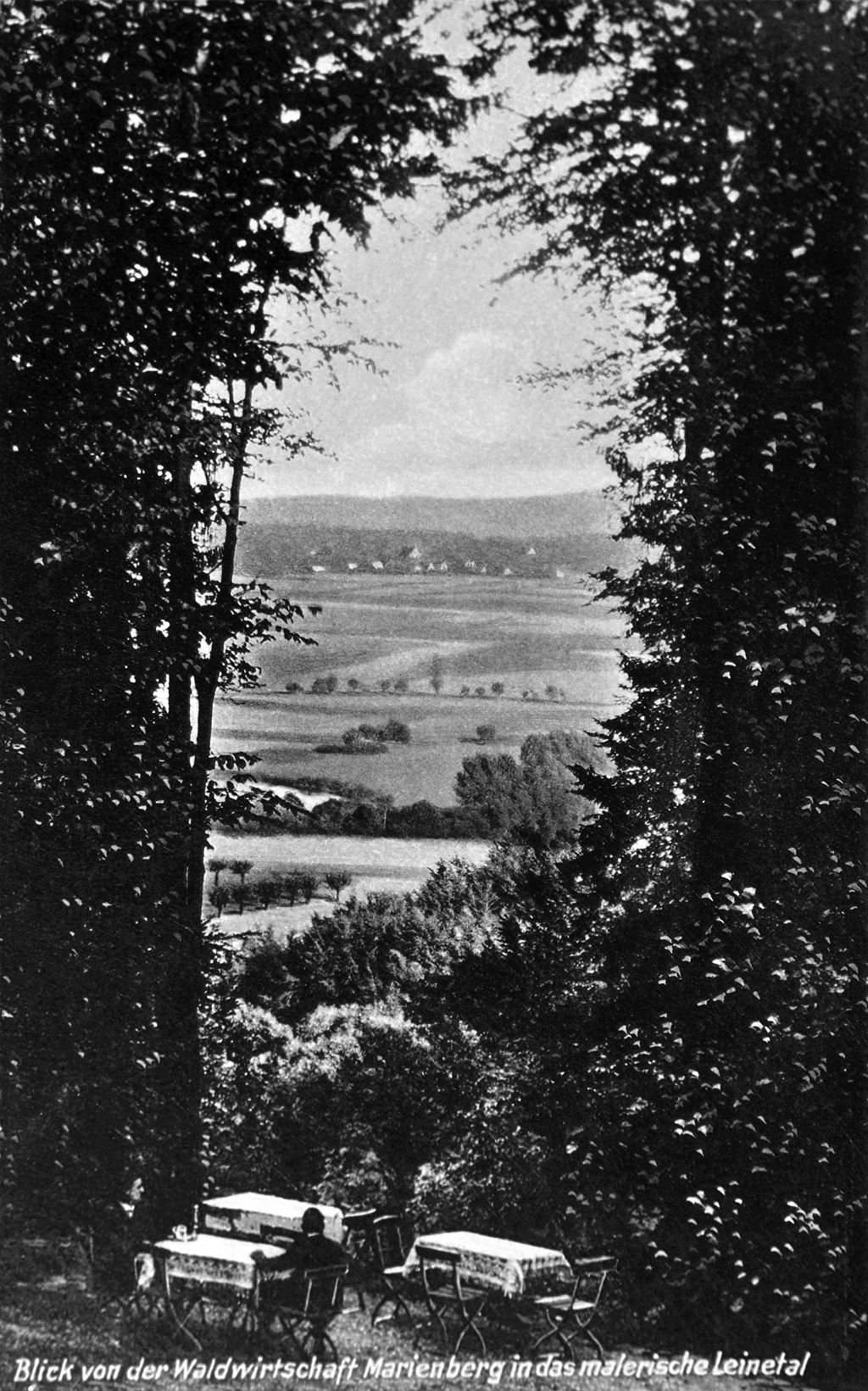
Blick im Jahr 1932 von der Waldgaststätte Marienberg in das Leinetal

An der Nordostseite der Hohen Warte stand die 1976 abgebrannte Waldgaststätte Marienberg mit 1000 Plätzen, die vom Schulenburger Gastwirt und Waldbesitzer Heinrich Julius Alves auf eigenem Grund und Boden erbaut wurde. Sie entstand kurz vor Grundsteinlegung der Marienburg am 14. April 1857. Am Pfingstsonntag 1857 wurde die Gaststätte mit einem Militärkonzert eröffnet. Für die Trinkwasserversorgung führte eine Wasserleitung aus dem Dorf Schulenburg zu einem Wassertank, der seinen Platz oberhalb der Gaststätte auf der Bergspitze der Hohen Warte fand.
Heinrich Julius Alves hatte seinerzeit bereits am nördlichen Fuß des Schulenburger Berges einen „Holzschuppen“ mit Pferdeausspann und Ausschank unter schattigen Bäumen stehen. Nun lud Heinrich Julius Alves zum Tanz in das neue oben auf dem Schulenburger Berg errichtete Restaurationslokal ein. Er inserierte am 13. Mai 1860 in der Hannoverschen Allgemeinen Zeitung: Sonntag findet auf dem Marienberge große Tanzmusik statt, wozu freundlichst einlädt: H. Alves – Gastwirth. Er verwendete in dem Inserat die zugkräftige Ortsbezeichnung „auf dem Marienberg“, obwohl sein Restaurationslokal auf dem Schulenburger Berg stand, der einigen Einwohnern von Schulenburg gehörte. Der spätere Gastwirt Albert Alves gründete den Verlag A. Alves, in dem er Postkarten veröffentlichte, die er in seiner Waldgaststätte Marienberg verkaufte.
Seinerzeit bestand die Waldgaststätte nur aus einem aus Holz gebauten rechteckigen Saal mit einem langen Tresen und einem Wintergarten, der den Blick nach Osten über den jungen Buchenwald zur Marienburg und auf das Leinetal freigab. Später wurden an diesen Saal im Süden eine zum Raum hin offene Konzertmuschel und im Norden ein mehrstöckiges Gasthaus angebaut, das die Wirtswohnung, Fremdenzimmer und Gasträume enthielt. Vor dem Gasthaus befanden sich ein Musikpavillon mit einer prächtigen Baumkulisse und eine große Tanzfläche, von der zum Gasthaus hin Steintreppen zu zwei Terrassen hinaufstiegen, die im Sommer als Biergärten genutzt wurden.
Am 20. Mai 1904 erschien im Hildesheimer Geschäftsanzeiger die Anzeige: Marienberg – Restaurant Tivoli – 20 Minuten vom Bahnhof Nordstemmen – beliebter Ausflugsort – jeden Sonntag Konzert der Hildesheimer Stadtkapelle – Extrakonzert am 1. und 3. Mittwoch jeden Monats – Große Veranda und Saal für Vereine und Gesellschaften – herrliche Aussicht vom neuerbauten Aussichtsturm, Besitzer H. Alves.
In den Jahren 1928 bis 1930 wurde die Waldwirtschaft vollkommen erneuert, nachdem der letzte Umbau in den 1880er Jahren erfolgt war. Es entstanden der Tanzsaal mit Bühne, Veranda, Grotten, Musikpavillon und Terrassen für die Gäste, Kinderspielplatz und Volieren für einheimisches Wild. Das lockte immer mehr Besucher an. Bisher wohnte die Familie Alves in Schulenburg, nun entstand aber ihr Wohnhaus neben der Waldwirtschaft.
Bei den Söhnen und Töchtern der Landwirte in Südniedersachsen war die Brautschau am Pfingstdienstag beliebt, bei der sich viele Ehepaare kennengelernt haben. Im Volksmund hieß es scherzhaft, beim Heiratsmarkt seien regelmäßig sämtliche Büsche im Marienberg verpachtet worden.
Eine Attraktion für Kinder war der südlich gelegene Vergnügungspark mit Karussell, Klettergerüsten und einem Schaukelbalken sowie ein Tierpark mit den Volieren und einem Esel, der die Lebensmittel im Eselswagen zur Waldgaststätte heraufbrachte. Die Betonfundamente des Karussells sind noch vorhanden.
Die Waldgaststätte Marienberg hielt für ihre Gäste über 1000 Sitzplätze bereit. In den 1930er Jahren gab es einen wöchentlich verkehrenden Sonderzug von Hannover nach Nordstemmen für Reisende, die das Schlossmuseum in Schloss Marienburg sehen und in der Waldgaststätte Marienberg einkehren wollten. Deshalb fanden hier oft überregionale Veranstaltungen statt. Beispielsweise führte hier die Evangelisch-Lutherische Landeskirche Hannovers am 8. September 1935 ihren 10. Jugendtag durch.
In den Jahren 1934 bis 1939 und 1947 bis 1974 fanden nach der Heuernte um den Johannistag herum in der Waldgaststätte Marienberg die Marienbergfeste mit der Jahreshauptversammlung des Heimatbundes Niedersachsen (HBN) statt. Diese Marienbergfeste wurden im Dritten Reich von bis zu 1.000 Gästen und in der Zeit nach dem Zweiten Weltkrieg von bis zu 3.000 Gästen besucht.
In der Eröffnungsveranstaltung des Jahres 1934 betonte der Vorsitzende Walther Lampe in seinem Grußwort die Eigenständigkeit der Arbeit des Heimatbundes mit den Worten, „dass der Heimatbund nur eine einzige Aufgabe kenne, nämlich die, unter seinen Mitgliedern die Kunde von der Heimat zu vertiefen, mit ihnen im Dienste der Heimat zu stehen und die Liebe zur Heimat zu wecken. “ Aber seit 1935 wurden die Marienbergfeste in zunehmender Weise von den Nationalsozialisten okkupiert und für die NS-Propaganda missbraucht. 1938 war die nationalsozialistische Gleichschaltung erreicht, und der Kreisleiter Albert Kopprasch sprach als Hauptredner über das Thema „Nationalsozialismus und Heimatpflege“.
Im Zweiten Weltkrieg beschlagnahmte die Luftwaffe Hannover die Waldgaststätte Marienburg. In der Standortgebührnisstelle der Luftwaffe Hannover arbeiteten rund 100 Personen. Großhandlungen hatten sich hier Auslagerungsräume für ihre Waren besorgt. Ein Teil des großen Saales wurde Auslagerungsraum der Firma Hanomag in Hannover, die Zigarettenfirma Reemtsma hatte den Seegerschen Saal belegt.
Nach dem Zweiten Weltkrieg standen Vorträge über den Bauernstand, den Lärmschutz, die Umweltverschmutzung und den Umweltschutz im Mittelpunkt der Marienbergfeste. Zu den regelmäßig wiederkehrenden Themen gehörten Heimat, Heimatgefühl, Heimatschutz, Heimatpflege und die Verantwortung für die Mitgestaltung der Heimat. Die Vorträge wurden umrahmt von plattdeutschen Lesungen und dem Gesang von Volksliedern, von Vorführungen der Volkstanzgruppen und dem allgemeinen Tanz am Abend.
Zu den prominenten Gäste der Marienbergfeste gehörten die Ministerpräsidenten Hinrich Wilhelm Kopf und Heinrich Hellwege, die Regierungspräsidentin Theanolte Bähnisch, der Hildesheimer Bischof Heinrich Maria Janssen sowie die Herzogin Victoria Luise und ihr Sohn Ernst August IV. Die Ortswahl der Marienbergfeste und die Anwesenheit von Vertretern des Welfenhauses zeigten nach Waldemar R. Röhrbein, dass der Heimatbund Niedersachsen seinerzeit nicht frei war von „monarchistischen Sehnsüchten“.
Die Feuerwehrkapelle der Freiwilligen Feuerwehr Nordstemmen (ab 1971 Blasorchester Nordstemmen und ab 1993 Blasorchester Nordstemmen von 1883 e. V.) führte ihre jährlichen Oster- und Pfingstkonzerte im Saal der Waldgaststätte Marienberg oder draußen im Freien durch. Seit dem Jahr 1958 gab es zusätzlich jährliche Wertungskonzerte zusammen mit anderen Musikzügen bzw. Orchestern, bei denen die Feuerwehrkapelle der Freiwilligen Feuerwehr Nordstemmen jeweils einen der vordersten Plätze belegen konnte.

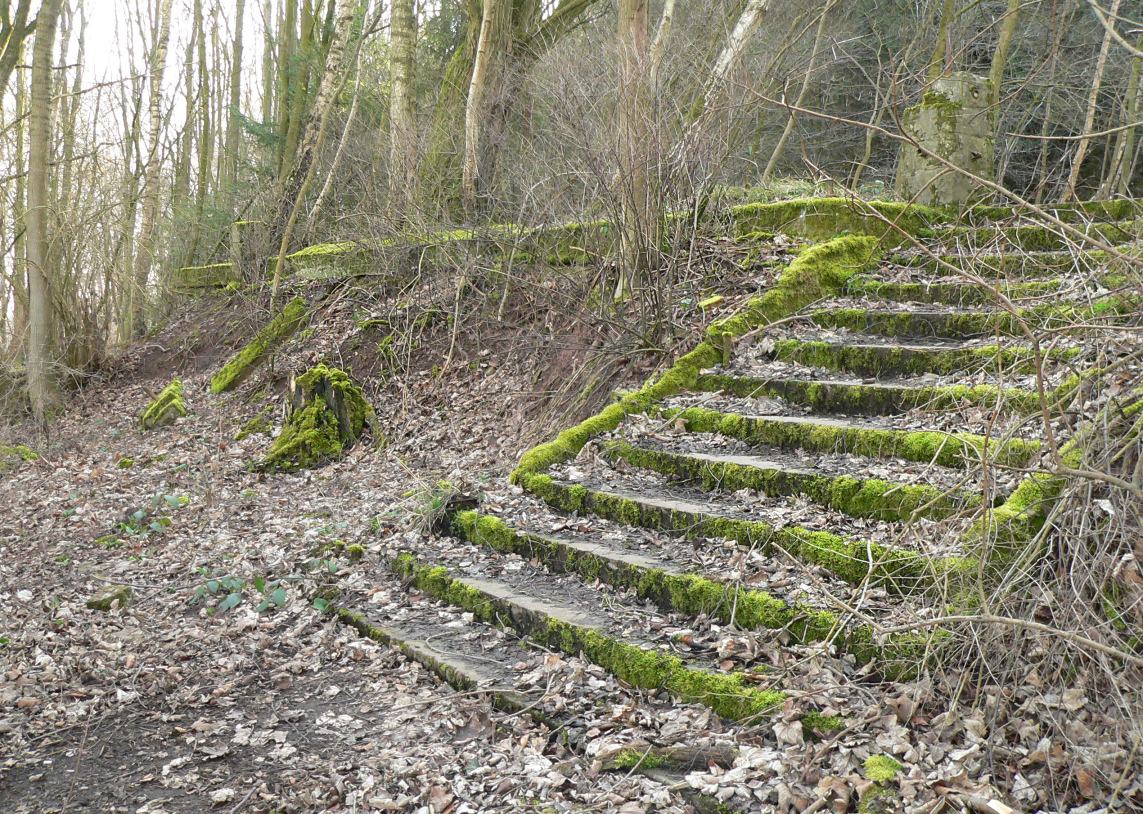
Steinreste der im Jahr 1976 abgebrannten Waldgaststätte Marienberg

Am Ostersonntag 1976 führte die Feuerwehrkapelle in der Waldgaststätte Marienberg ihr Osterkonzert auf. In der folgenden Nacht zum Ostermontag, den 19. April 1976, brach dort ein Feuer aus. Die Brandbekämpfung erwies sich als äußerst schwierig, weil Teile der Gebäude aus Holz erbaut waren und weil die Feuerwehrschläuche im Dunkel der Nacht bis zur Leine hin verlegt werden mussten. Gegen vier Uhr wurde die Waldgaststätte Marienberg mit den hier gelagerten Musikinstrumenten durch das Großfeuer zerstört. Der Bauschutt wurde später fortgeräumt, aber die Sandsteintreppen, die über zwei Terrassen zur Gaststätte hinaufführten, sind ebenso erhalten wie die Zufahrtsstraße, die Stützmauern der Terrassen, der Wassertank, die Kläranlage und ein Hinweisschild zum „Schlossmuseum“. Der Vorschlag von Ernst August IV., die Waldgaststätte Marienberg auf dem Gelände der früheren Gärtnerei am Schloss Marienburg wieder aufzubauen, ließ sich wegen der Kosten für eine große Kläranlage nicht verwirklichen. Heute befindet sich auf dem Gelände der früheren Gärtnerei der hintere Parkplatz des Schlosses Marienburg.

## Sage von den Zwergen im Marienberg

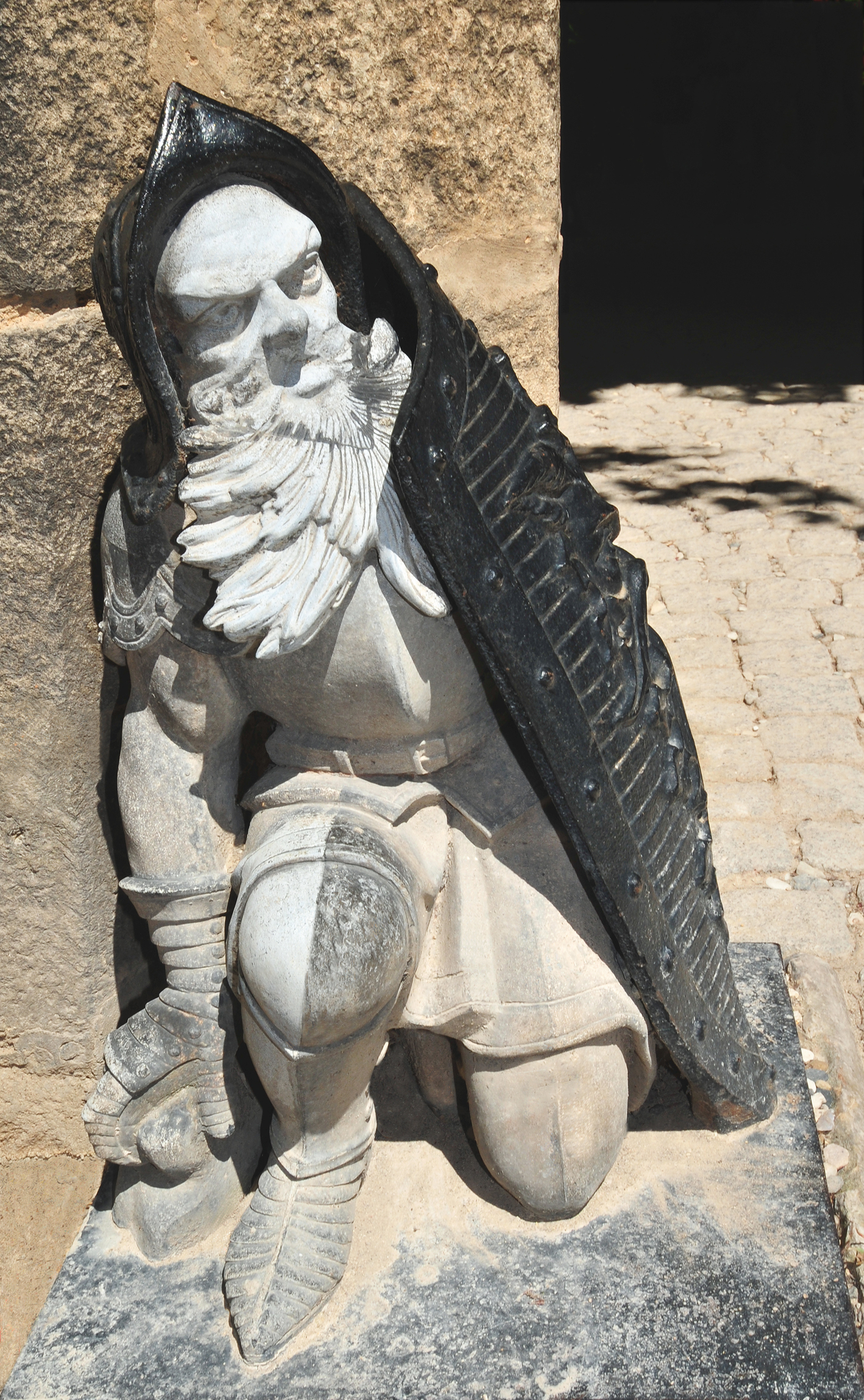
Der Radabweiser am Eingangstor der Marienburg zeigt den König der Zwerge mit seinem Geschenk

Ein Musikant aus Elze musste einst bei einer Hochzeit in Jeinsen zum Tanz aufspielen. Anschließend wankte er betrunken heimwärts. Am Fuß des Marienbergs fiel er ins Gebüsch und schlief ein. Da weckte ihn ein wundersamer Gesang, der aus einer Höhle herausschallte. Als er in den Marienberg hineinging, erblickte er einen großen Saal, der von lauter Gold und Silber glänzte. Dort sangen die Zwerge und tanzten dazu. Der König der Zwerge kam und bat ihn, den Zwergen zum Tanz aufzuspielen. Flugs griff er nach seiner Geige und spielte lange, und die Zwerge tanzten und tanzten. Am Ende hielt der Zwergenkönig ein Geschenk in seiner Hand, steckte es dem Musikanten in die Tasche und sagte: Fasse nicht eher in die Tasche, als bis du bei deiner Familie angekommen bist; dann wirst du ein reicher Mann. Auf dem Heimweg nach Elze merkte der Musikant, dass seine Tasche schwer und immer schwerer wurde. Aber er bezwang seine Neugier und griff nicht in seine Tasche hinein. Als er am Stadttor von Elze angekommen war, pöbelte er den Torwächter an: Mit meck kannste deck doch nich mäten. Eck kann jetzt ganz Elze köpen. Als der Torwächter ihn auslachte, griff der Musikant in seine Tasche, um seinen Goldschatz zu zeigen. Wie er aber die Hand aus der Tasche zog, hatte er nur ein paar Rossäpfel darin.
Ein Radabweiser in der Marienburg zeigt den König der Zwerge mit seinem Geschenk.

## Archive
- Niedersächsisches Hauptstaatsarchiv Dep. 103 (historische Dokumente zum Bau der Marienburg)
- Archiv der Marienburg (fast 2000 Bauzeichnungen mit Vorskizzen, Entwürfen und Werkzeichnungen)
- Stadtarchiv Hannover (Nachlass des Architekten Edwin Oppler mit über 100 Zeichnungen zum Ausbau der Marienburg, Fotografien und seinen Veröffentlichungen während der Bauzeit der Marienburg)